# Cristianismo paulino

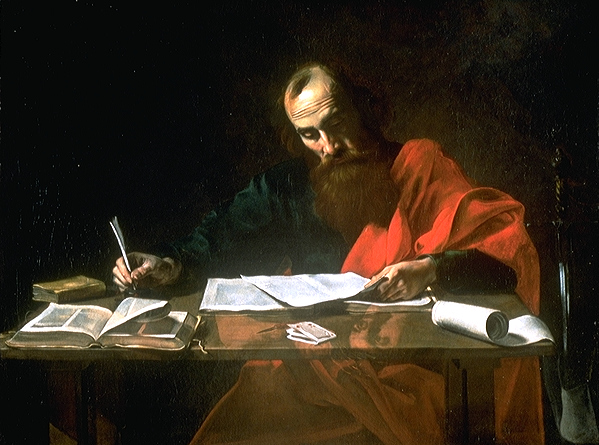
Representación artística de Pablo escribiendo sus Epístolas, c. 1618. (Blaffer Foundation Collection, Houston, Texas). La mayoría de los estudiosos creen que Pablo realmente dictaba sus cartas a un secretario.

El cristianismo paulino es el cristianismo asociado con las creencias y doctrinas expuestas por el apóstol Pablo a través de sus escritos. El término «cristianismo paulino» ha sido usado de forma positiva o negativa por distintas personas ya que parte del cristianismo se basa en estas enseñanzas. La posición tradicional del cristianismo y de muchos estudiosos es la armonía entre las enseñanzas de Pablo y las enseñanzas de Jesús. Otros perciben que los escritos de las enseñanzas de Pablo tienen diferencias importantes con las enseñanzas originales de Jesús documentadas en los evangelios canónicos, los primeros Hechos y el resto del Nuevo Testamento.
«Cristianismo paulino»; como expresión; primero entró en uso en el siglo XX entre los estudiosos que propusieron diferentes corrientes de pensamiento dentro de cristianismo primitivo, en las que Pablo tenía una fuerte influencia. Ha entrado en el uso generalizado entre los estudiosos no cristianos; y depende no solamente de la afirmación de que la forma de la fe que se encuentra en los escritos de Pablo es diferente de la que figura en otros lugares del Nuevo Testamento, sino también que su influencia llegó a predominar.
Los defensores de la percepción, la forma distintiva del cristianismo paulino; incluyen a Marción, líder religioso del siglo II y heresiarca excomulgado, quien afirmó que Pablo fue el único apóstol que había entendido correctamente el nuevo mensaje de la salvación como fue entregado por Jesucristo. Los opositores de la misma época son los ebionitas y nazarenos, los cristianos judíos que rechazaron a Pablo por apartarse del judaísmo del Segundo Templo.
Se hace referencia a la gran cantidad de textos no canónicos, algunos de los cuales han sido descubiertos durante los últimos 100 años, que muestran los muchos movimientos y corrientes de pensamiento que emanaron de la vida y las enseñanzas de Jesús, o que puede ser contemporáneos con estos, algunos de los cuales pueden contrastarse con el pensamiento de Pablo. De los más significativos son ebionismo y los gnosticismos. Sin embargo; no hay un acuerdo universal en cuanto a la relación del gnosticismo con el cristianismo o a los escritos de Pablo. La expresión es utilizada por los eruditos cristianos modernos, como Ziesler y Mount; cuyo interés es en la recuperación de los orígenes cristianos y la contribución de Pablo a la doctrina cristiana; el reconstruccionismo y restauracionismo cristiano.

## Características
Las características de la utilización crítica del término toman un número de formas. Estas son en parte políticas y en parte teológicas.

### Políticas
Desde una perspectiva política; Robert Eisenman considera al cristianismo paulino como un método de domar una secta peligrosa entre los judíos radicales y convirtiéndola en aceptable para las autoridades romanas. El cristianismo paulino se basa esencialmente en Roma e hizo uso de las habilidades administrativas que Roma había perfeccionado. Su sistema de organización con un solo obispo para cada ciudad fue, en opinión de Bart Ehrman, el medio por el que obtuvo su hegemonía.

### Teológicas
El curso teológico es la afirmación de que Pablo transmutó a Jesús, el Mesías judío, en un universal (en un sentido más amplio católico) Salvador. La teología paulina es también un término que se refiere a la enseñanza y doctrinas especialmente defendidas por el apóstol Pablo a través de sus escritos. La corriente principal del cristianismo se basa en los escritos de Pablo como parte integral de la teología bíblica del Nuevo Testamento y los considera como amplificaciones y explicaciones coherentes con las enseñanzas de Jesús y otros escritos del Nuevo Testamento. Los estudiosos cristianos, en general, emplean el término expresando interés en la recuperación de los orígenes cristianos y la contribución de Pablo a la doctrina cristiana. Otros, especialmente los estudiosos no cristianos, afirman ver una diferenciación paulina a lo que se encuentra en otro lugar en el Nuevo Testamento; una distinción que indebidamente influyó más tarde en el cristianismo.

### Otras opiniones
El uso del término por los eruditos cristianos, como John Ziesler, es totalmente diferente. El cristianismo paulino es el desarrollo del pensamiento de Jesús en un contexto misionero gentil; Christopher Rowlands concluye que Pablo no alteró materialmente las enseñanzas de Jesús. Gran parte de este punto de vista se vuelve en la importancia del Concilio de Jerusalén. De acuerdo con este punto de vista, Jacobo decretó que el cristianismo era también para los gentiles y no solamente para los judíos, y citó al profeta Amós en apoyo de esta posición (el Decreto Apostólico se encuentra en Hechos 15:19-21). Él confió a Pablo, entre otros, llevar su decisión a Antioquía (Hechos 15:22-31).
Los mismos cristianos discrepan en cuanto a qué tan lejos hubo tensión entre Pablo y la Iglesia de Jerusalén. Una de las dificultades es la tensión entre los Hechos y las cartas de Pablo; la otra es la disparidad entre sus puntos de vista en diferentes cartas. Gálatas es reservado acerca de la enseñanza de la iglesia en Jerusalén y es hostil hacia los judíos que impusieran los distintivos judíos, codificados en la Ley de Moisés, en los conversos gentiles; en Romanos Pablo está profundamente preocupado por la condición espiritual y el destino final del pueblo judío.

## Visión de Pablo
Que la gente viese a diferentes discípulos de Cristo representando diferentes enseñanzas fue abordado por el propio Pablo, en la Primera Epístola a los Corintios (1 Corintios 1:10-18):

Os ruego, pues, hermanos, por el nombre de nuestro Señor Jesucristo, que habléis todos una misma cosa, y que no haya entre vosotros divisiones, sino que estéis perfectamente unidos en una misma mente y en un mismo parecer. Porque he sido informado acerca de vosotros, hermanos míos, por los de Cloé, que hay entre vosotros contiendas. Quiero decir, que cada uno de vosotros dice: Yo soy de Pablo; y yo de Apolos; y yo de Cefas; y yo de Cristo.
¿Acaso está dividido Cristo? ¿Fue crucificado Pablo por vosotros? ¿O fuisteis bautizados en el nombre de Pablo? Doy gracias a Dios de que a ninguno de vosotros he bautizado, sino a Crispo y a Gayo, para que ninguno diga que fuisteis bautizados en mi nombre. También bauticé a la familia de Estéfanas; de los demás, no sé si he bautizado a algún otro. Pues no me envió Cristo a bautizar, sino a predicar el evangelio; no con sabiduría de palabras, para que no se haga vana la cruz de Cristo. Porque la palabra de la cruz es locura a los que se pierden; pero a los que se salvan, esto es, a nosotros, es poder de Dios.

## Como término peyorativo
El uso peyorativo de las expresiones «cristianismo paulino», «paulismo» o «paulinidad» depende en parte de una tesis de que los partidarios de Pablo, como un grupo distinto, tenían una influencia excesiva en la formación del canon de las Escrituras, y también que ciertos obispos, especialmente el obispo de Roma, influyeron en los debates por el que las formulaciones dogmáticas conocidas como los credos se llegaron a producir, garantizando así una interpretación paulina del evangelio. La tesis se basa en las diferencias entre los puntos de vista de Pablo y los Apóstoles en Jerusalén, y también entre la imagen de Pablo en los Hechos de los Apóstoles y de sus propios escritos, de tal manera que se afirma que el carácter esencial judío o del Antiguo Testamento sobre la fe se perdió.
Los anarquistas cristianos, como León Tolstói y Ammon Hennacy, consideran que Pablo distorsionó las enseñanzas de Jesús. Tolstói afirma que Pablo contribuyó decisivamente a la «desviación» de la iglesia de la enseñanza y las prácticas de Jesús, mientras que Hennacy cree que «Pablo arruinó el mensaje de Cristo». Ireneo, obispo de Lyon, escribió en la segunda mitad del siglo II que los ebionitas rechazaron a Pablo como un apóstata de la ley, usando solamente una versión del Evangelio de Mateo, conocida como el Evangelio de los ebionitas. En el extremo opuesto, la secta de los Marcionistas tuvo la misma estrategia en signo contrario: también eligieron usar un solo evangelio, con ligeras modificaciones, pero esta vez para rechazar al judaísmo.
El argumento, que hace que la doctrina cristiana (es decir, las enseñanzas de Jesús) posteriormente fue distorsionada por Pablo y la iglesia de Roma, depende de una visión de cómo llegó a ser compilado el canon de las Escrituras, de lo que poco se sabe. Las primeras referencias a los escritos de Pablo son fragmentarias: Clemente de Roma, escribiendo alrededor del año 95, cita Romanos; Ignacio de Antioquía (m. 115 d. C.) cita 1 Corintios, Romanos, 1 Timoteo y Tito como autoritarios, no solamente como la opinión de un escritor.
En cuanto a su influencia, hay diferencias considerables de opiniones de los expertos en relación con qué tan lejos Pablo tuvo en realidad influencia en la doctrina cristiana. Entre los más radicales está G. A. Wells, profesor de alemán antes que teología o historia, cuyo punto de vista es que Jesús fue una figura mítica y que el cristianismo fue en buena parte inventado por Pablo. Más ampliamente influyente es la perspectiva del teólogo alemán del siglo XIX F. C. Baur, fundador de la escuela de Tubinga: que Pablo era totalmente opuesto a los discípulos, sobre la base de su opinión de que los Hechos era tardíos y poco fiables, y sostenía que el cristianismo católico es una síntesis de los puntos de vista de Pablo y la iglesia judaizante de Jerusalén. Desde Adolf von Harnack, la posición de Tubinga ha sido generalmente abandonada, a pesar de que la opinión de que Pablo asumió el control de la fe y transformó al maestro judío en el Hijo de Dios sigue siendo ampliamente popular. Depende de una comparación entre los libros del Nuevo Testamento, lo cual no se puede hacer aquí, pero véase al apóstol Pablo y las afirmaciones de ultradispensacionalistas como E. W. Bullinger que ven la distinción aborrecida por los ebionitas como la doctrina positiva y esencial.
Por otro lado, la idea de que Pablo inventó el cristianismo es disputada por numerosos escritores cristianos. Christopher Rowland afirma que «el alcance de su influencia en el pensamiento cristiano ha sido sobrestimado». Por lo tanto, aunque trece cartas bajo su nombre aparecen en el Nuevo Testamento, las grandes controversias de los siglos III y IV eran acerca de la persona de Cristo y la naturaleza de Dios, los llamados debates cristológicos y trinitarios, en los que Pablo no tuvo gran influencia; del mismo modo, el Credo de Nicea no contiene ninguna doctrina de la expiación. Por otra parte, mientras que la influencia de la iglesia de Roma fue muy importante en los debates del credo, los teólogos griegos como Atanasio de Alejandría, los Padres Capadocios: Basilio el Grande, Gregorio de Nisa y Gregorio Nacianceno fueron figuras formidables. La resolución de estas controversias en el Concilio de Calcedonia no fue dictada por el obispo de Roma o la cristiandad latina, sino que se dificultó por la tarea necesaria de traducir tecnicismos entre las dos lenguas, el griego y el latín, y no por argumentos basados en la teología paulina.
En cuanto al Nuevo Testamento, hay tensiones evidentes entre el partido judaizante y las opiniones de Pablo, que se hacen claras por una comparación entre los Hechos y las cartas de Pablo. Hasta dónde Pablo debe ser tomado como antijudío (pro-helenización o romanización) es una cuestión controversial, pero no ha habido un reconocimiento generalizado de la opinión de W. D. Davies: que el judaísmo esencial de la perspectiva cristiana de Pablo ha sido subestimado. En opinión de Davies, Pablo reemplazó la Torá, la ley judía o Ley de Moisés, con Cristo. En cualquier caso, «los problemas con que se lucha en sus cartas eran probablemente característicos de los muchos a los que se enfrentó la secta cristiana durante este período».
Además, en cambio una de las características comunes de las iglesias protestantes, sobre todo en los países de habla inglesa y aquellos influenciados por los reformadores Martín Lutero y Juan Calvino, es su uso de formulaciones diferentes de los antiguos credos, como la Confesión de Fe de Westminster, en la que las formulaciones paulinas juegan un papel mucho mayor. Ideas como la justificación por la fe, que, aunque no ausente de las formulaciones católicas, juegan un papel mucho más central en el pensamiento protestante, donde son consideradas verdades cristianas fundamentales e imprescindibles para definir el Evangelio.
En cuanto a la hipótesis de que Pablo distorsionó en lugar de desarrollar la fe, esto depende de un juicio que se encuentra el camino correcto. Henry Chadwick, excatedrático de Oxford, comentó acerca de una controversia posterior: «No es que los herejes se apartaron del camino; fue que tomaron un sendero por donde el camino no se construyó posteriormente».
Los católicos, ortodoxos, ortodoxos orientales, protestantes conservadores, y la mayoría de los judíos mesiánicos sostienen que los escritos de Pablo son una interpretación legítima del Evangelio. Los que no están de acuerdo con ellos o bien argumentan que Pablo distorsionó la fe original y verdadera o reivindican que el cristianismo es, en gran parte, su invento. Los primeros incluyen los comentaristas seculares tales como los filósofos Friedrich Nietzsche y Bertrand Russell, cuyas críticas se basan en sus objeciones morales al pensamiento de Pablo; otros pensadores, como Slavoj Žižek y Alain Badiou, también están de acuerdo con esta interpretación, pero tienen opiniones mucho más positivas sobre la influencia teológica de Pablo.

## Lectura adicional
- Adams, Edward y Horrell, David G (2004). Christianity at Corinth: The Quest for the Pauline Church.
- Bockmuehl, Markus N.A. Revelation and Mystery in Ancient Judaism and Pauline Christianity.
- Brown, Raymond E. (1997). An Introduction to the New Testament. ISBN 0-385-24767-2
- Brown, Raymond E. (1965).Does the NT call Jesus God?. Theological Studies #26
- Dunn, James D. G. (1997). The Theology of Paul the Apostle. Eerdmans. ISBN 0-8028-3844-8
- Ehrman, Bart D. (2003). Lost Christianities: The Battle for Scripture and the Faiths We Never Knew.
- Eisenman, Robert (1997). James the Brother of Jesus: The Key to Unlocking the Secrets of Early Christianity and the Dead Sea Scrolls. ISBN 0-670-86932-5.
- Elsner, Jas (1998). Imperial Rome and Christian Triumph: Oxford History of Early Non-Pauline Christianity. ISBN 0-19-284201-3
- Griffith-Jones, Robin (2004). The Gospel According to Paul.
- Holland, Tom (2004). Contours of Pauline Theology: A Radical New Survey on the Influences of Paul's Biblical Writings. ISBN 1-85792-469-X
- Maccoby, Hyam (1986). The Mythmaker: Paul and the Invention of Christianity. ISBN 0-06-015582-5
- Kim, Yung Suk (2008). Christ's Body in Corinth: The Politics of a Metaphor. ISBN 0-8006-6285-7
- Kim, Yung Suk (2011). A Theological Introduction to Paul's Letters. ISBN 978-1-60899-793-0
- MacDonald, Dennis Ronald (1983). The Legend and the Apostle : The Battle for Paul in Story and Canon. Philadelphia: Westminster Press.
- Mount, Christopher N. (2001). Pauline Christianity: Luke-Acts and the Legacy of Paul
- Pietersen, Lloyd K. (2004). Polemic of the Pastorals: A Sociological Examination of the Development of Pauline Christianity.
- Rowlands, Christopher (1985). Christian Origins. SPCK.
- Sanders, E. P. (1987). Jesus and Judaism. ISBN 0-8006-2061-5
- Sanders, E. P. (1983). Paul the Law and the Jewish People.
- Sanders, E. P. (1977). Paul and Palestinian Judaism: A Comparison of Patterns of Religion. ISBN 0-8006-1899-8
- Theissen, Gerd (2004). The Social Setting of Pauline Christianity: Essays on Corinth.
- Westerholm, Stephen (2003). Perspectives Old and New on Paul: The "Lutheran" Paul and His Critics. ISBN 0-8028-4809-5
- Wright, N. T. (1997). What Saint Paul Really Said: Was Paul of Tarsus the Real Founder of Christianity?. ISBN 0-8028-4445-6
- Wilson, A. N. (1997). Paul: The Mind of the Apostle.
- Ziesler, John A. (1990). Pauline Christianity, Revised. ISBN 0-19-826459-3